# Polska Liga Futbolu Amerykańskiego 2011
Polska Liga Futbolu Amerykańskiego 2011 – 6. edycja rozgrywek ligowych futbolu amerykańskiego w Polsce, składająca się z trzech klas rozgrywkowych.
Inauguracja rozgrywek odbyła się 2 kwietnia 2011 roku, natomiast VI SuperFinał odbył się 17 lipca 2011 roku na Stadionie Bielawianki w Bielawie, w którym The Crew Wrocław wygrał z Devils Wrocław 27:26.

## PFLA I

### Runda zasadnicza
Tabela
| Lp. | Drużyna                       | M | W | P | Pkt | PZ  | PS  | +/−  |
| --- | ----------------------------- | - | - | - | --- | --- | --- | ---- |
| 1.  | The Crew Wrocław              | 9 | 9 | 0 | 18  | 446 | 69  | +377 |
| 2.  | Devils Wrocław                | 9 | 8 | 1 | 16  | 400 | 78  | +322 |
| 3.  | Warsaw Eagles                 | 9 | 7 | 2 | 14  | 406 | 131 | +275 |
| 4.  | Seahawks Gdynia               | 9 | 6 | 3 | 12  | 274 | 189 | +85  |
| 5.  | Dom-Bud Kraków Tigers         | 9 | 5 | 4 | 10  | 210 | 272 | -62  |
| 6.  | Kozły Poznań                  | 9 | 3 | 6 | 6   | 145 | 196 | -51  |
| 7.  | Bielawa Owls                  | 9 | 3 | 6 | 6   | 105 | 248 | -143 |
| 8.  | AZS Silesia Miners            | 9 | 2 | 7 | 4   | 162 | 284 | -122 |
| 9.  | Zagłębie Steelers Interpromex | 9 | 1 | 8 | 2   | 27  | 357 | -330 |
| 10. | Lowlanders Białystok          | 9 | 1 | 8 | 2   | 48  | 399 | -351 |

|  | Awans do rundy play-off |

Wyniki
| Drużyna                             | Kolejka    | Kolejka    | Kolejka    | Kolejka    | Kolejka    | Kolejka    | Kolejka    | Kolejka    | Kolejka   |
| Drużyna                             | 1          | 2          | 3          | 4          | 5          | 6          | 7          | 8          | 9         |
| ----------------------------------- | ---------- | ---------- | ---------- | ---------- | ---------- | ---------- | ---------- | ---------- | --------- |
| The Crew Wrocław (CRE)              | @TIG 8:54  | OWL 35:0   | MIN 60:0   | @LOW 0:74  | SEA 62:7   | DEV 41:34  | @STE 0:56  | @EAG 14:35 | KOZ 29:6  |
| Devils Wrocław (DEV)                | LOW 60:0   | @MIN 6:31  | @SEA 18:22 | STE 84:0   | @OWL 0:42  | @CRE 41:34 | EAG 36:13  | @KOZ 0:47  | TIG 44:0  |
| Warsaw Eagles (EAG)                 | KOZ 42:7   | @TIG 28:55 | LOW 53:0   | @SEA 13:30 | @STE 6:62  | MIN 69:0   | @DEV 36:13 | CRE 14:35  | OWL 68:6  |
| Seahawks Gdynia (SEA)               | MIN 34:23  | @KOZ 26:28 | DEV 18:22  | EAG 13:30  | @CRE 62:7  | @OWL 6:26  | TIG 39:20  | @STE 0:41  | LOW 68:0  |
| Dom-Bud Kraków Tigers (TIG)         | CRE 8:54   | EAG 28:55  | @STE 14:30 | KOZ 20:18  | @MIN 32:36 | LOW 32:16  | @SEA 39:20 | OWL 36:0   | @DEV 44:0 |
| Kozły Poznań (KOZ)                  | @EAG 42:7  | SEA 26:28  | @OWL 12:13 | @TIG 20:18 | @LOW 18:12 | STE 36:0   | MIN 27:0   | DEV 0:47   | @CRE 29:6 |
| Bielawa Owls (OWL)                  | STE 21:0   | @CRE 35:0  | KOZ 12:13  | MIN 21:20  | DEV 0:42   | SEA 6:26   | @LOW 8:39  | @TIG 36:0  | @EAG 68:6 |
| AZS Silesia Miners (MIN)            | @SEA 34:23 | DEV 6:31   | @CRE 60:0  | @OWL 21:20 | TIG 32:36  | @EAG 69:0  | @KOZ 27:0  | LOW 54:6   | STE 27:0  |
| Zagłębie Steelers Interpromex (STE) | @OWL 21:0  | @LOW 0:7   | TIG 14:30  | @DEV 84:0  | EAG 6:62   | @KOZ 36:0  | CRE 0:56   | SEA 0:41   | @MIN 27:0 |
| Lowlanders Białystok (LOW)          | @DEV 60:0  | STE 0:7    | @EAG 53:0  | CRE 0:74   | KOZ 18:12  | @TIG 32:16 | OWL 8:39   | @REB 54:6  | @SEA 68:0 |

### Runda play-off
|  |           |                  |           |                |    |       |                  |       |
|  | Półfinały | Półfinały        | Półfinały |                |    | Finał | Finał            | Finał |
|  | Półfinały | Półfinały        | Półfinały |                |    | Finał | Finał            | Finał |
|  |           |                  |           |                |    |       |                  |       |
|  |           |                  |           |                |    |       |                  |       |
|  | 1         | The Crew Wrocław | 27        |                |    |       |                  |       |
|  | 1         | The Crew Wrocław | 27        |                |    |       |                  |       |
|  | 4         | Seahawks Gdynia  | 7         |                |    |       |                  |       |
|  | 4         | Seahawks Gdynia  | 7         |                |    | 1     | The Crew Wrocław | 27    |
|  |           |                  |           |                |    | 1     | The Crew Wrocław | 27    |
|  |           |                  | 2         | Devils Wrocław | 26 |       |                  |       |
|  | 2         | Devils Wrocław   | 2         | Devils Wrocław | 26 | 31    |                  |       |
|  | 2         | Devils Wrocław   |           |                |    |       |                  |       |
|  | 3         | Warsaw Eagles    | 13        |                |    |       |                  |       |
|  | 3         | Warsaw Eagles    | 13        |                |    |       |                  |       |
|  |           |                  |           |                |    |       |                  |       |

Wyniki
| Kolejka       | Data       | Gospodarz        | Wynik | Przeciwnik      |
| ------------- | ---------- | ---------------- | ----- | --------------- |
| Półfinał      | 02.07.2011 | The Crew Wrocław | 27:7  | Seahawks Gdynia |
| Półfinał      | 03.07.2011 | Devils Wrocław   | 31:13 | Warsaw Eagles   |
| VI SuperFinał | 01.10.2011 | The Crew Wrocław | 22:8  | Devils Wrocław  |

## Baraż o PFLA I
| Data       | Gospodarz                     | Wynik | Przeciwnik     |
| ---------- | ----------------------------- | ----- | -------------- |
| 01.10.2011 | Zagłębie Steelers Interpromex | 22:8  | Mustangs Płock |

## PFLA II

### Runda zasadnicza
Tabela
| Grupa północna   |                              |   |   |   |     |     |     |      |
| Lp.              | Drużyna                      | M | W | P | Pkt | PZ  | PS  | +/−  |
| 1.               | Warsaw Spartans              | 6 | 6 | 0 | 12  | 259 | 38  | +221 |
| 2.               | Mustangs Płock               | 6 | 5 | 1 | 10  | 158 | 55  | +103 |
| 3.               | Husaria Szczecin             | 6 | 4 | 2 | 8   | 156 | 86  | +70  |
| 4.               | 1.KFA Fireballs Wielkopolska | 6 | 2 | 4 | 4   | 96  | 118 | -22  |
| 5.               | Torpedy Łódź                 | 6 | 1 | 5 | 2   | 58  | 164 | -106 |
| 6.               | Warsaw Werewolves            | 6 | 0 | 6 | 0   | 12  | 278 | -266 |
| Grupa południowa |                              |   |   |   |     |     |     |      |
| 1.               | Gliwice Lions                | 6 | 6 | 0 | 12  | 225 | 16  | +209 |
| 2.               | Kraków Knights               | 6 | 5 | 1 | 10  | 201 | 85  | +116 |
| 3.               | Warriors Ruda Śląska         | 6 | 4 | 2 | 8   | 116 | 71  | +45  |
| 4.               | Tychy Falcons                | 6 | 1 | 5 | 2   | 43  | 152 | -109 |
| 5.               | Radom Rocks                  | 6 | 2 | 4 | 0   | 36  | 153 | -117 |
| 6.               | Saints Częstochowa           | 6 | 0 | 6 | 0   | 40  | 184 | -144 |

|  | Awans do rundy play-off |
|  | Runda o dziką kartę     |

Wyniki
| Grupa północna                     |            |           |           |           |           |            |
| Drużyna                            | Kolejka    | Kolejka   | Kolejka   | Kolejka   | Kolejka   | Kolejka    |
| Drużyna                            | 1          | 2         | 3         | 4         | 5         | 6          |
| Warsaw Spartans (SPA)              | @HUS 12:33 | @WER 6:54 | @TOR 6:25 | FIR 42:6  | MUS 43:8  | WER 62:0   |
| Mustangs Płock (MUS)               | @FIR 0:16  | @TOR 6:29 | HUS 25:6  | WER 48:0  | @SPA 43:8 | TOR 32:0   |
| Husaria Szczecin (HUS)             | SPA 12:33  | FIR 12:6  | @MUS 25:6 | TOR 46:0  | @WER 0:38 | @FIR 22:42 |
| 1.KFA Fireballs Wielkopolska (FIR) | MUS 0:16   | @HUS 12:6 | WER 36:0  | @SPA 42:6 | @TOR 6:26 | HUS 22:42  |
| Torpedy Łódź (TOR)                 | @WER 6:40  | MUS 6:29  | SPA 6:25  | @HUS 46:0 | FIR 6:26  | @MUS 32:0  |
| Warsaw Werewolves (WER)            | TOR 6:40   | SPA 6:54  | @FIR 36:0 | @MUS 48:0 | HUS 0:38  | @SPA 62:0  |

| Grupa północna             |            |           |           |                |                |               |
| Drużyna                    | Kolejka    | Kolejka   | Kolejka   | Kolejka        | Kolejka        | Kolejka       |
| Drużyna                    | 1          | 2         | 3         | 4              | 5              | 6             |
| Gliwice Lions (LIO)        | KNI 40:6   | @SAI 3:39 | @ROC 0:63 | @FAL 0:36      | WAR 27:7       | ROC 20:0 (wo) |
| Kraków Knights (KNI)       | @LIO 40:6  | ROC 44:6  | FAL 26:6  | @SAI 19:46     | @FAL 0:51      | WAR 28:14     |
| Warriors Ruda Śląska (WAR) | FAL 25:10  | @SAI 0:30 | @LIO 27:7 | ROC 20:0 (wo)  | @KNI 28:14     | SAI 20:6      |
| Tychy Falcons (FAL)        | @WAR 25:10 | @KNI 26:6 | LIO 0:36  | SAI 27:6       | KNI 0:51       | @ROC 8:0      |
| Radom Rocks (ROC)          | @SAI 22:6  | KNI 44:6  | LIO 0:63  | @WAR 20:0 (wo) | @LIO 20:0 (wo) | FAL 8:0       |
| Saints Częstochowa (SAI)   | @ROC 22:6  | LIO 3:39  | WAR 0:30  | KNI 19:46      | @FAL 27:6      | @WAR 20:6     |

### Runda play-off
|  |              |                      |              |     |                 |           |                |           |     |                 |       |       |       |
|  | Dzikie karty | Dzikie karty         | Dzikie karty |     |                 | Półfinały | Półfinały      | Półfinały |     |                 | Finał | Finał | Finał |
|  | Dzikie karty | Dzikie karty         | Dzikie karty |     |                 | Półfinały | Półfinały      | Półfinały |     |                 | Finał | Finał | Finał |
|  |              |                      |              |     |                 |           |                |           |     |                 |       |       |       |
|  |              |                      |              |     |                 |           |                |           |     |                 |       |       |       |
|  |              |                      |              | 1PN | Warsaw Spartans | 7         |                |           |     |                 |       |       |       |
|  |              |                      |              | 1PN | Warsaw Spartans | 7         |                |           |     |                 |       |       |       |
|  | 2PD          | Kraków Knights       | 26           |     |                 | 2PD       | Kraków Knights | 0         |     |                 |       |       |       |
|  | 2PD          | Kraków Knights       | 26           |     |                 | 2PD       | Kraków Knights | 0         |     |                 |       |       |       |
|  | 3PN          | Husaria Szczecin     | 0            |     |                 |           |                |           | 1PN | Warsaw Spartans | 11    |       |       |
|  | 3PN          | Husaria Szczecin     | 0            |     |                 |           |                |           | 1PN | Warsaw Spartans | 11    |       |       |
|  |              |                      |              |     |                 | 2PN       | Mustangs Płock | 8         |     |                 |       |       |       |
|  |              |                      |              |     |                 | 2PN       | Mustangs Płock | 8         |     |                 |       |       |       |
|  |              |                      |              | 1PD | Gliwice Lions   | 7         |                |           |     |                 |       |       |       |
|  |              |                      |              | 1PD | Gliwice Lions   | 7         |                |           |     |                 |       |       |       |
|  | 2PN          | Mustangs Płock       | 18           |     |                 | 2PN       | Mustangs Płock | 11        |     |                 |       |       |       |
|  | 2PN          | Mustangs Płock       | 18           |     |                 | 2PN       | Mustangs Płock | 11        |     |                 |       |       |       |
|  | 3PD          | Warriors Ruda Śląska | 8            |     |                 |           |                |           |     |                 |       |       |       |
|  | 3PD          | Warriors Ruda Śląska | 8            |     |                 |           |                |           |     |                 |       |       |       |

Wyniki
| Kolejka     | Data       | Gospodarz       | Wynik | Przeciwnik           |
| ----------- | ---------- | --------------- | ----- | -------------------- |
| Dzika karta | 20.08.2011 | Kraków Knights  | 26:0  | Husaria Szczecin     |
| Dzika karta | 21.08.2011 | Mustangs Płock  | 18:8  | Warriors Ruda Śląska |
| Półfinał    | 03.09.2011 | Warsaw Spartans | 7:0   | Kraków Knights       |
| Półfinał    | 04.09.2011 | Gliwice Lions   | 7:11  | Mustangs Płock       |
| Finał       | 18.09.2011 | Warsaw Spartans | 11:8  | Mustangs Płock       |

## PFLA 8

### Grupa północna
Tabela
| Lp. | Drużyna           | M | W | P | Pkt | PZ  | PS  | +/− |
| --- | ----------------- | - | - | - | --- | --- | --- | --- |
| 1.  | Griffons Słupsk   | 4 | 3 | 1 | 6   | 88  | 42  | +46 |
| 2.  | Bydgoszcz Archers | 4 | 3 | 1 | 6   | 101 | 66  | +35 |
| 3.  | Olsztyn Lakers    | 4 | 0 | 4 | 0   | 48  | 129 | -81 |

1. turniej
Turniej został rozegrany 28 sierpnia 2011 roku w Bydgoszczy.
| Data       | Gospodarz         | Wynik | Przeciwnik      |
| ---------- | ----------------- | ----- | --------------- |
| 28.08.2011 | Griffons Słupsk   | 26:0  | Olsztyn Lakers  |
| 28.08.2011 | Bydgoszcz Archers | 20:6  | Griffons Słupsk |
| 28.08.2011 | Bydgoszcz Archers | 25:0  | Olsztyn Lakers  |

2. turniej
Turniej został rozegrany 24 września 2011 roku w Olsztynie.
| Data       | Gospodarz         | Wynik | Przeciwnik        |
| ---------- | ----------------- | ----- | ----------------- |
| 24.09.2011 | Bydgoszcz Archers | 14:20 | Griffons Słupsk   |
| 24.09.2011 | Olsztyn Lakers    | 40:42 | Bydgoszcz Archers |
| 24.09.2011 | Olsztyn Lakers    | 8:36  | Griffons Słupsk   |

### Grupa wschodnia
Tabela
| Lp. | Drużyna            | M | W | P | Pkt | PZ  | PS  | +/−  |
| --- | ------------------ | - | - | - | --- | --- | --- | ---- |
| 1.  | Warsaw Eagles B    | 4 | 4 | 0 | 8   | 136 | 41  | +95  |
| 2.  | Tytani Lublin      | 4 | 2 | 2 | 4   | 88  | 64  | +24  |
| 3.  | AZS Ravens Rzeszów | 4 | 0 | 4 | 0   | 18  | 137 | -119 |

1. turniej
Turniej został rozegrany 28 sierpnia 2011 roku w Rzeszowie.
| Data       | Gospodarz          | Wynik | Przeciwnik      |
| ---------- | ------------------ | ----- | --------------- |
| 28.08.2011 | Warsaw Eagles B    | 28:14 | Tytani Lublin   |
| 28.08.2011 | AZS Ravens Rzeszów | 0:15  | Tytani Lublin   |
| 28.08.2011 | AZS Ravens Rzeszów | 0:34  | Warsaw Eagles B |

2. turniej
Turniej został rozegrany 25 września 2011 roku w Lublinie.
| Data       | Gospodarz       | Wynik | Przeciwnik         |
| ---------- | --------------- | ----- | ------------------ |
| 25.09.2011 | Warsaw Eagles B | 50:6  | AZS Ravens Rzeszów |
| 25.09.2011 | Tytani Lublin   | 21:24 | Warsaw Eagles B    |
| 25.09.2011 | Tytani Lublin   | 38:12 | AZS Ravens Rzeszów |

### Grupa południowa
Tabela
| Lp. | Drużyna                 | M | W | P | Pkt | PZ     | PS  | +/− |
| --- | ----------------------- | - | - | - | --- | ------ | --- | --- |
| 1.  | Devils Wrocław B        | 4 | 4 | 0 | 8   | 123 36 | +87 |     |
| 2.  | Zielona Góra Dragons    | 4 | 2 | 2 | 4   | 67 81  | -14 |     |
| 3.  | Broncos Sucha Beskidzka | 4 | 0 | 4 | 0   | 32 105 | -73 |     |

1. turniej
Turniej został rozegrany 27 sierpnia 2011 roku w Suchej Beskidzkiej.
| Data       | Gospodarz               | Wynik | Przeciwnik           |
| ---------- | ----------------------- | ----- | -------------------- |
| 27.08.2011 | Devils Wrocław B        | 47:13 | Zielona Góra Dragons |
| 27.08.2011 | Broncos Sucha Beskidzka | 0:29  | Devils Wrocław B     |
| 27.08.2011 | Broncos Sucha Beskidzka | 14:20 | Zielona Góra Dragons |

2. turniej
Turniej został rozegrany 24 września 2011 roku w Zielonej Górze.
| Data       | Gospodarz               | Wynik | Przeciwnik              |
| ---------- | ----------------------- | ----- | ----------------------- |
| 24.09.2011 | Broncos Sucha Beskidzka | 12:33 | Devils Wrocław B        |
| 24.09.2011 | Zielona Góra Dragons    | 11:14 | Devils Wrocław B        |
| 24.09.2011 | Zielona Góra Dragons    | 23:6  | Broncos Sucha Beskidzka |

|  | Awans do rundy play-off |

### Runda play-off
Runda play-off odbyła się 8 października 2011 roku w Warszawie.
|  |           |                   |           |                  |    |       |                 |       |
|  | Półfinały | Półfinały         | Półfinały |                  |    | Finał | Finał           | Finał |
|  | Półfinały | Półfinały         | Półfinały |                  |    | Finał | Finał           | Finał |
|  |           |                   |           |                  |    |       |                 |       |
|  |           |                   |           |                  |    |       |                 |       |
|  | 1WS       | Warsaw Eagles B   | 21        |                  |    |       |                 |       |
|  | 1WS       | Warsaw Eagles B   | 21        |                  |    |       |                 |       |
|  | 1PN       | Griffons Słupsk   | 0         |                  |    |       |                 |       |
|  | 1PN       | Griffons Słupsk   | 0         |                  |    | 1WS   | Warsaw Eagles B | 22    |
|  |           |                   |           |                  |    | 1WS   | Warsaw Eagles B | 22    |
|  |           |                   | 1PD       | Devils Wrocław B | 14 |       |                 |       |
|  | 1PD       | Devils Wrocław B  | 1PD       | Devils Wrocław B | 14 | 30    |                 |       |
|  | 1PD       | Devils Wrocław B  |           |                  |    |       |                 |       |
|  | 2PN       | Bydgoszcz Archers | 14        |                  |    |       |                 |       |
|  | 2PN       | Bydgoszcz Archers | 14        |                  |    |       |                 |       |
|  |           |                   |           |                  |    |       |                 |       |

o 3. miejsce
|  |              |                   |    |
|  | o 3. miejsce |                   |    |
|  |              |                   |    |
|  |              |                   |    |
|  |              |                   |    |
|  | 2PN          | Bydgoszcz Archers | 8  |
|  | 2PN          | Bydgoszcz Archers | 8  |
|  | 1PN          | Griffons Słupsk   | 14 |
|  | 1PN          | Griffons Słupsk   | 14 |
|  |              |                   |    |

Wyniki
| Kolejka           | Data       | Gospodarz         | Wynik | Przeciwnik        |
| ----------------- | ---------- | ----------------- | ----- | ----------------- |
| Półfinał          | 08.10.2011 | Warsaw Eagles B   | 21:0  | Griffons Słupsk   |
| Półfinał          | 08.10.2011 | Devils Wrocław B  | 30:14 | Bydgoszcz Archers |
| Mecz o 3. miejsce | 08.10.2011 | Bydgoszcz Archers | 8:14  | Griffons Słupsk   |
| Finał             | 08.10.2011 | Warsaw Eagles B   | 22:14 | Devils Wrocław B  |